# 19173 Вірджиніятерезе
19173 Вірджиніятерезе (19173 Virginiaterése) — астероїд головного поясу, відкритий 15 квітня 1991 року.
Тіссеранів параметр щодо Юпітера — 3,442.